# Mesz-ki-ag-gaszer

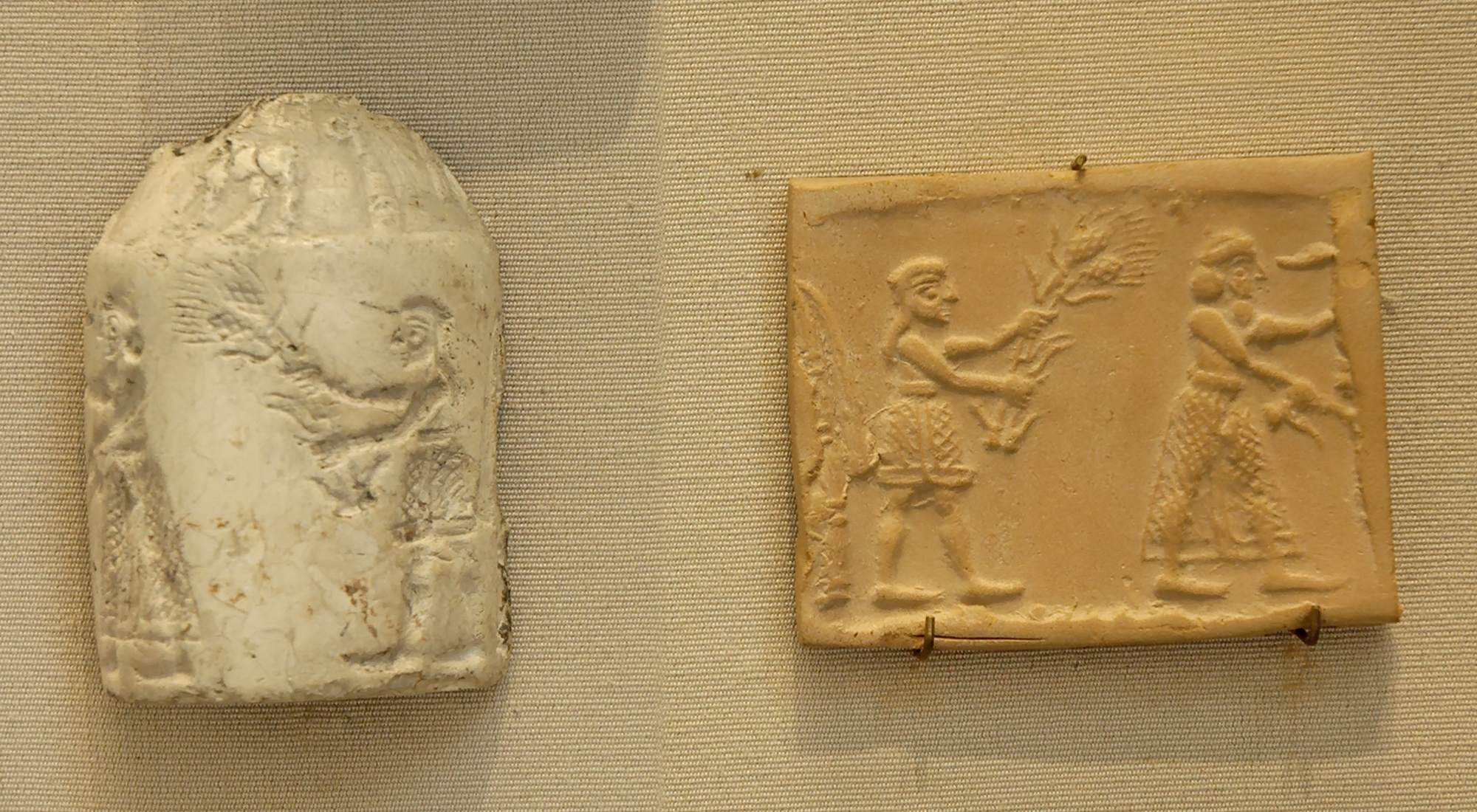
Władca z pomocnikiem karmią święte stado.

Mesz-ki-ag-gaszer (sum.meš3-ki-aĝ2-ga-še-er) – według Sumeryjskiej listy królów założyciel i pierwszy władca I dynastii z Uruk, ojciec Enmerkara. Dotyczący go fragment brzmi następująco:
„W E-anie (nazwa głównej świątyni w Uruk) Mesz-ki-ag-gaszer, syn (boga) Utu, został panem (sum. en), został królem (sum. lugal) i panował przez 324 lata. Mesz-ki-ag-gaszer wszedł do morza i zniknął”.